# Mobile World Congress
GSMA Mobile World Congress – światowe coroczne targi telekomunikacyjne. Obecnym gospodarzem imprezy jest hiszpańskie miasto Barcelona. Podczas wydarzenia odbywają się prezentacje telefonów oraz nowych technologii. Organizatorem eventu jest GSM Association. Pierwsza edycja miała miejsce w 1987 roku. Liczba uczestników to około sześćdziesiąt tysięcy osób z wielu państw świata.
W 2011 roku ogłoszono, że Barcelona, Hiszpania została wybrana jako "GSMA Mobile World Capital",  nadal jest stroną Światowego Kongresu GSMA Mobile World do 2023 roku.
12 lutego 2020 roku ogłoszono, że targi telekomunikacyjne się nie odbędą z powodu szerzących się zakażeń SARS-CoV-2.

## Termin Zjazdów
- 25 lutego 2019 do 28 lutego 2019[3]
- 26 lutego 2018 do 1 marca 2018
- 27 lutego 2017 do 2 marca 2017
- 22 lutego 2016 do 25 lutego 2016
- 2 marca 2015 do 5 marca 2015
- 24 lutego 2014 do 27 lutego  2014
- 25 lutego do 28 lutego 2013